# Тексти Шруті
Тексти шруті (одкровення) — священні писання індуїзму, до яких належать Веди та коментарі до них. Термін тексти шруті вживається на противагу текстам смріті, оскільки згідно з вірою індуїстів мають беззаперечно божественне походження, тобто є прямим одкровенням «космічного звуку правди», почутого древніми ріші, які переклали його в зрозумілу для людей форму. Охоронецями шруті є послідовники шраута.
«Веди» складаються з чотирьох частин, названих Рігведою, Яджурведою, Самаведою й Атхарваведою, кожна з яких підрозділяється ще на чотири частини: у хронологічному порядку це Самхіти, Брахмани, Араньяки й Упанішади.
- Самхіти. У їхній основі лежать гімни, які прославляють Бога під різними іменами:
  - Рігведа Самхіта – найстаріша частина з усіх Вед. Складається з десяти книг, у яких міститься 1028 гімнів.
  - Яджурведа Самхіта – використовувалась священниками як інструкція до проведення ведичних жертвопринесень.
  - Самаведа Самхіта – містить у собі пісні та мелодії, які співають під час жертвопринесень.
  - Атхарваведа Самхіта – магічні формули та чари ще від доарійських традицій.
- Брахмани. Міфологічні, ритуальні та інші пояснення до Самхіт. Були створені пізніше ніж Самхіти.
- Араньяки. Дискусії про поклоніння Богу, медитації та ритуали.
- Упанішади. Містять містичні філософські концепції індуїзму, які створюють основу філософії веданти і містять основні положення індійської філософії:
  - Індивідуальна душа (атман) і Вселенська (Брахман) подібні.
  - Брахман не має форми і вічний.
  - Видимий світ – ілюзія.
  - Душа проходить через цикл життів (самсару) і її подальше існування визначається діями (кармою), що була отримана у минулому житті.
  - У створенні Всесвіту усі речі становлять собою єдність.